# Myriococcum thermophilum
Myriococcum thermophilum är en svampart som först beskrevs av Fergus, och fick sitt nu gällande namn av Aa 1973. Myriococcum thermophilum ingår i släktet Myriococcum, klassen Agaricomycetes, divisionen basidiesvampar och riket svampar.   Inga underarter finns listade i Catalogue of Life.